# Scyliorhinus garmani
Scyliorhinus garmani е вид хрущялна риба от семейство Котешки акули (Scyliorhinidae).

## Разпространение
Видът е разпространен в западната част на Тихия океан.